# Aoen
aoen（アオエン、朝: 아오엔）は、日本の7人組ボーイズグループ。YX LABELS所属。公式ファンネームはaoring（アオリン、朝:아오링）。

## 概要
HYBEの日本支社YX LABELSがプロデュースする新世代J-POPボーイズグループのオーディションプロジェクト「応援-HIGH ～夢のスタートライン～」を通じて選出された7名によって結成。HYBEにおいて初のメンバー全員が日本人で構成されたグループである。
グループ名の『aoen』には、「最も熱い炎の色である青色で世界を満たす情熱の疾走」「みんなを応援するグループ」という2つの意味が込められている。
公式ファンネーム『aoring』は、漫画の中に登場する相棒のようにお互いに頼り合い、喜びと悲しみを共にし、危機の状況でいつでも力になってくれる関係を意味している。また、aoenの青い炎が恐れることなくさらに激しく燃え上がるための起爆剤であると同時に、aoenの元気な「Blue(青：ao)」と「Ring」が合わさってアーティストとファンダムが一つのCircleになって共に面白いことを楽しむという意味が込められている。

## 来歴

### 2025年
4月5日、オーディション番組「応援-HIGH ～夢のスタートライン～」にて、グループ名「aoen」と公式ロゴが発表され、同日、各SNSアカウントが開設された。
4月12日、番組最終回にて、デビュー人数7名のうち5名のメンバー（優樹、琉楓、ハク、颯太、京助）が確定。
4月23日、日本テレビの情報番組「DayDay」の生放送を通して、残りのデビューメンバー2名（雅久、礼央）が確定し、正式にグループが結成された。また同日、公式ファンネーム「aoring」が発表され、公式サイトとファンコミュニティプラットフォーム「Weverse」がオープンした。
6月11日、デビューシングル「青い太陽 (The Blue Sun)」をリリース。

## メンバー
| 名前         | 生年月日               | 出身          | 血液型 | 身長  | MBTI | 備考                                                                   |
| ------------ | ---------------------- | ------------- | ------ | ----- | ---- | ---------------------------------------------------------------------- |
| 優樹 YUJU    | 2002年12月20日（22歳） | 日本 埼玉県   | A型    | 178cm | ISFJ | - リーダー - 元VOYZ BOYメンバー                                        |
| 琉楓 RUKA    | 2003年11月1日（21歳）  | 日本 宮崎県   | A型    | 174cm | ENFJ | - サブリーダー - 「〜夢のオーディションバラエティー〜Dreamer Z」参加者 |
| 雅久 GAKU    | 2004年4月25日（21歳）  | 日本 長野県   | O型    | 176cm | ENFP | - 「&AUDITION - The Howling -」参加者                                  |
| 輝 HIKARU    | 2005年3月28日（20歳）  | 日本 群馬県   | B型    | 182cm | INFJ | - 「&AUDITION - The Howling -」参加者                                  |
| 颯太 SOTA    | 2005年8月15日（19歳）  | 日本 東京都   | O型    | 176cm | ESTP |                                                                        |
| 京助 KYOSUKE | 2005年9月25日（19歳）  | 日本 神奈川県 | B型    | 176cm | ESFP |                                                                        |
| 礼央 REO     | 2007年7月9日（18歳）   | 日本 宮城県   | A型    | 173cm | INTP |                                                                        |